# Балка Бедрата
Балка Бедрата — балка (річка) в Україні у Чутівському районі Полтавської області. Права притока річки Свинківки (басейн Дніпра).

## Опис
Довжина балки приблизно 7,52 км, найкоротша відстань між витоком і гирлом — 6,22 км, коефіцієнт звивистості річки—  1,21. Формується декількома струмками та загатами. На деяких длянках балка пересихає.

## Розташування
Бере початок у селі Степове. Тече переважно на південний схід і у селі Первозванівка впадає у річку Свинківку, праву притоку річки Коломаку.

## Цікаві факти
- Від витоку балки на північній стороні на відстані приблизно 1,82 км пролягає автошлях Т 1730[3] (автомобільний шлях місцевого значення у Полтавській області. Проходе територією розформованих Котелевського та Чутівського районів по маршруту Велика Рублівка — Чутово через Велику Рублівку — Чутове. Загальна довжина — 36,1 км.).
- У XX столітті на балці існували газгольдер та газова свердловина[2], а у XIX столітті — багато вітряних млинів[1].
- У балці знаходиться ландшафтний заказник місцевого значення Первозванівський